# Henri Lhote

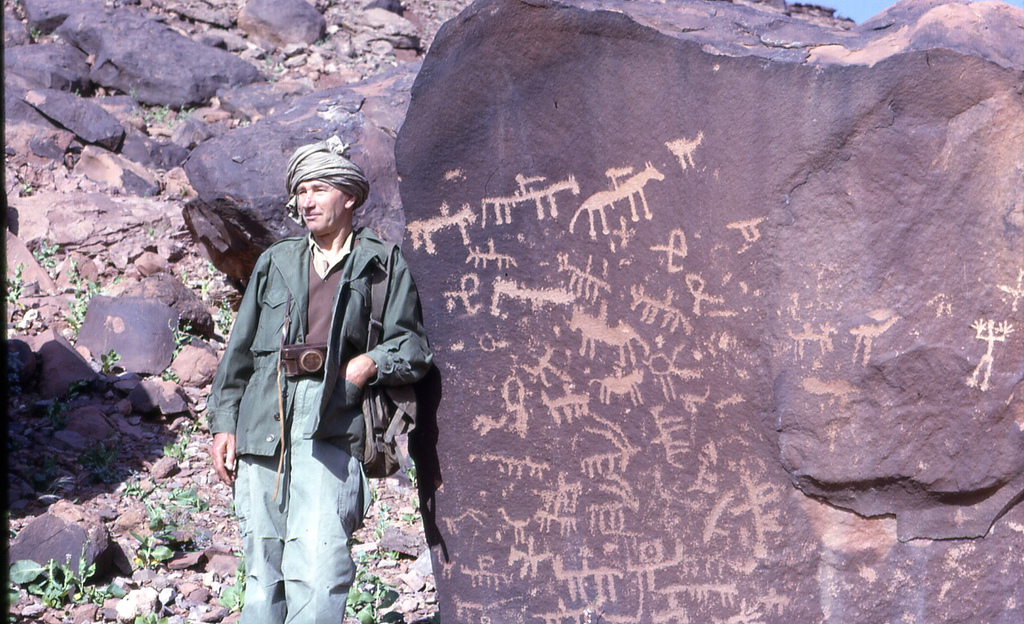
În această fotografie din 1967, Henri Lhote pozează lângă artă rupestră în deșertul Sahara din Mauritania.

Henri Lhote (1903–1991) a fost un scriitor, explorator și etnograf francez, "expert în picturi rupestre", care a descris și este creditat pentru descoperirea unor "importante picturi rupestre" într-un "ansamblu de 800 sau mai multe lucrări magnifice ale artei primitive... într-o regiune practic inaccesibilă de la marginea deșertului Sahara" Lhote a fost un vechi teoretician al Teoriei astronautului antic și a considerat arta preistorică ca o dovadă a paleocontactului.

## Tassili n'Ajjer
În 1933, un soldat francez cunoscut ca "locotenentul Brenans" s-a aventurat într-un ued adânc din podișul Tassili-n-ajjer aflat în sud-estul Algeriei. Deși prin secolul al XX-lea Tassili-n-ajjer era stearpă și lipsită de animale mari, acolo, pe stâncile de gresie, el a văzut picturi și gravuri rupestre de elefanți, girafe și rinoceri. De asemenea, el a văzut niște figuri umane ciudate.
Lhote, un discipol al "marelui expert în arta preistorică din peșterile din Franța" Abbé Breuil, se afla în Algeria la acel moment și a auzit despre descoperire. El s-a întâlnit cu soldatul la Djanet, a aflat tot ce a putut și a organizat apoi o expediție pentru a investiga descoperirea. Lhote a scris mai târziu că niciodată nu a văzut nimic "atât de extraordinar, atât de original, atât de frumos" ca arta din Tassili n'Ajjer. Lucrând cu sprijinul financiar al Musée de l'Homme, Lhote și colegii săi au descoperit aproximativ 800 de picturi rupestre, realizând mai târziu imagini ale majorității lor cu ajutorul pictorilor și fotografilor.
Aceste imagini au fost prezentate în 1957 și 1958 la Musée des Arts Décoratifs  din Paris și au fost, în opinia lui André Malraux, "una dintre cele mai definitorii expoziții de la mijlocul secolului".

## Astronauții antici
După explorarea și descoperirea a mult mai multor imagini, Lhote a făcut publică ipoteza că desenele umanoide îi reprezentau pe extratereștri. În The Search for the Tassili Frescoes: The story of the prehistoric rock-paintings of the Sahara (publicată inițial în Franța în 1958 și la Londra în 1959), Lhote a numit în special o "figură curioasă" și mare ca "Jabbaren" și l-a descris drept "Marele Zeu Marțian".
Presa populară a acordat o mare atenție ipotezei lui Lhote despre un contact preistoric, iar aceasta a fost încorporată mai târziu în "afirmațiile senzaționaliste" ale lui Erich von Däniken potrivit cărora astronauți extratereștri antici au vizitat Pământul preistoric.
Potrivit Encyclopædia Britannica o "scenă vie de dans" pe care Lhote a descoperit-o în 1956 poate fi atribuită din motive stilistice vânătorilor neolitici care au trăit în Sahara în perioada cuprinsă între anii 6000 și 4000 î.e.n. Oamenii de știință consideră că "Marele Zeu Marțian" și celelalte figuri rupestre sunt similare ca reprezentări ale oamenilor obișnuiți cu măști și costume rituale, mai degrabă decât reprezentări ale formelor de viață extraterestră.
  

Valoarea expediției lui Lhote a fost, de asemenea, contestată de The Journal of North African Studies, o revistă academică afiliată University of East Anglia:

După o expediție extrem de mediatizată în anii 1950, munții Tassili-n-Ajjer din Sahara Centrală (Algeria) au fost prezentați lumii ca "cel mai mare muzeu de artă preistorică din întreaga lume". Multe dintre presupunerile șefului expeditiei, Henri Lhote, au fost înșelătoare, o serie de picturi au fost trucate, iar procesul de copiere a fost plin de erori. "Descoperirea" poate fi înțeleasă doar în contextul politic și cultural al timpului și anume Revoluția Algeriană, încercarea Franței de a împărți Algeria, precum și punctele de vedere predominante ale lui Abbé Breuil, susținător al influenței străine în arta rupestră din Africa. Metodele de lucru ale expediției au provocat pagube importante artei rupestre în timp ce jefuirea bunurilor culturale a sterilizat efectiv peisajul arheologic. Orice proces de retrocedare trebuie să includă în mod necesar o recunoaștere deplină a ceea ce s-a făcut și a metodelor inadecvate.

## Onoruri
"Ouan Lhote Area" și "Henri Lhote Arch" din Parcul Național Tassili sunt numite după el.

## Lucrări publicate
- Aux prises avec le Sahara (Les œuvres françaises, Paris, 1936).
- Le Sahara, désert mystérieux (Editions Bourrelier, Paris, 1937; 1949).
- L'extraordinaire aventure des Peuls. Présence Africaine. Paris. Oct.-Nov. 1959. pp. 48–57
- Les Touaregs du Hoggar (Payot, Paris, 1944; 1955; A. Colon, Paris, 1984).
- Le Niger en kayak (Editions J. Susse, Paris, 1946).
- Dans les campements touaregs (Les œuvres françaises, Paris, 1947).
- La chasse chez les Touaregs (Amiot-Dumont, Paris, 1951).
- A la découverte des fresques du Tassili (Arthaud, Paris, 1958, 1973, 1992, 2006).
- L'épopée du Ténéré (Gallimard, Paris, 1961).
- Les gravures rupestres du Sud-oranais (Arts et Métiers graphiques, Paris, 1970).
- Les gravures rupestres de l'Oued Djerat (SNED, Algiers, 1976).
- Vers d'autres Tassilis (Arthaud, Paris, 1976).
- Chameau et dromadaire en Afrique du Nord et au Sahara. Recherche sur leurs origines (ONAPSA, Alger, 1987).
- Le Sahara, (Grandvaux, 2003).